# Pedro de Alejandría
Pedro I de Alejandría (siglo III, Alejandría, Egipto-8 de diciembre del 311, ibídem) fue el 17º papa de Alejandría y patriarca de la sede de san Marcos. Es venerado como un santo por la Iglesia ortodoxa copta, la Iglesia ortodoxa y la Iglesia católica.

## Biografía
La Iglesia ortodoxa copta cree que Pedro fue entregado por sus padres al papa Theonas para que lo convirtiese en sacerdote, al igual que en la historia de Samuel del Antiguo testamento. Él ascendió en el escalafón de las órdenes religiosas, haciéndose primero lector, luego diácono y, posteriormente, sacerdote. En su lecho de muerte, Theonas pidió a los líderes de la Iglesia que escogieran a Pedro como su sucesor, lo que hicieron.
El tiempo como obispo de Pedro incluye varias persecuciones de cristianos del emperador Diocleciano, que empezaron en el 303, y continuaron intermitentemente a lo largo de los siguientes diez años.
Las versiones sobre la posición de Pedro durante la persecución varían, pero una afirma que fue apresado durante un tiempo junto con el obispo Melecio de Licópolis y tuvieron una discusión acerca del tratamiento que había que dar a los cristianos que habían ofrecido sacrificios paganos o renunciado a las sagradas escrituras para salvar sus vidas durante la persecución.
Pedro apostaba por la clemencia mientras que Melecio afirmaba que, al haber abandonado su fe, debían ser bautizados de nuevo. La discusión se enconó y terminó cuando Pedro echó una cortina entre él y Melecio. Uno de los seguidores de Melecio era un sacerdote llamado Arrio (los académicos modernos difieren sobre si este es el mismo Arrio que se vio envuelto en una polémica años después). De acuerdo con Severus Ibn al-Muqaffa, Arrio intentó en vano recibir la absolución del patriarca antes de que Pedro fuese ejecutado, y, antes de morir, Pedro lanzó una profecía contra Arrio.

## Martirio
El historiador del siglo X Severus Ibn al-Muqaffa da una versión de cómo durante la persecución de Diocleciano el patriarca fue capturado y enviado a prisión. Cuando el emperador fue informado de esto, ordenó que Pedro fuese decapitado. Esto fue obstaculizado por un gran número de cristianos que se reunieron en la cárcel dispuestos a morir por su patriarca. Los soldados retrasaron su ejeción porque no querían masacrar a una multitud ni crear un motín.
El patriarca, temiendo por la vida de su gente, avisó a los soldados de un plan para escaparse de la celda haciendo un túnel en un muro. El podría entonces ser sacado de la cárcel de forma clandestina para recibir su sentencia.
Severus describe el momento en que el patriarca fue martirizado:

Y él tomó su omoforio y mostró su cuello, que era puro ante el Señor, y les dijo: "haced lo que se os ha mandado". Pero los soldados temían que cayeran problemas sobre esos a causa de él. Entonces ellos se reunieron para discutirlo. Cuando ellos ya habían tomado una discusión dijeron: "al que corte la cabeza cada uno de nosotros le dará cinco denarios". Entonces se presentaron seis personas; y uno de ellos tenía algo de dinero; de modo que sacó veintinco denarios y dijo: "El que  venga y le corte la cabeza recibirá los veinticinco denarios míos y los de los otros". Así que uno de los hombres fue, y armado con todo su valor, y cortó la cabeza del santo mártir y patriarca Pedro; ese día era el 29 de hatur.

Hatur es un mes del calendario copto que corresponde aproximadamente a noviembre. El martirio de san Pedro ocurrió en el año 311.

## Festividad
Tradicionalmente, en la cristiandad, el día de la muerte de un santo es el día en que se celebra su festividad. El 29 de hatur corresponde al 25 de noviembre del calendario juliano (al 26 de noviembre si el siguiente año juliano es un año bisiesto). De modo que el 29 de hatur corresponde al presente 8 o 9 de diciembre del calendario gregoriano.